# 피라이크메스

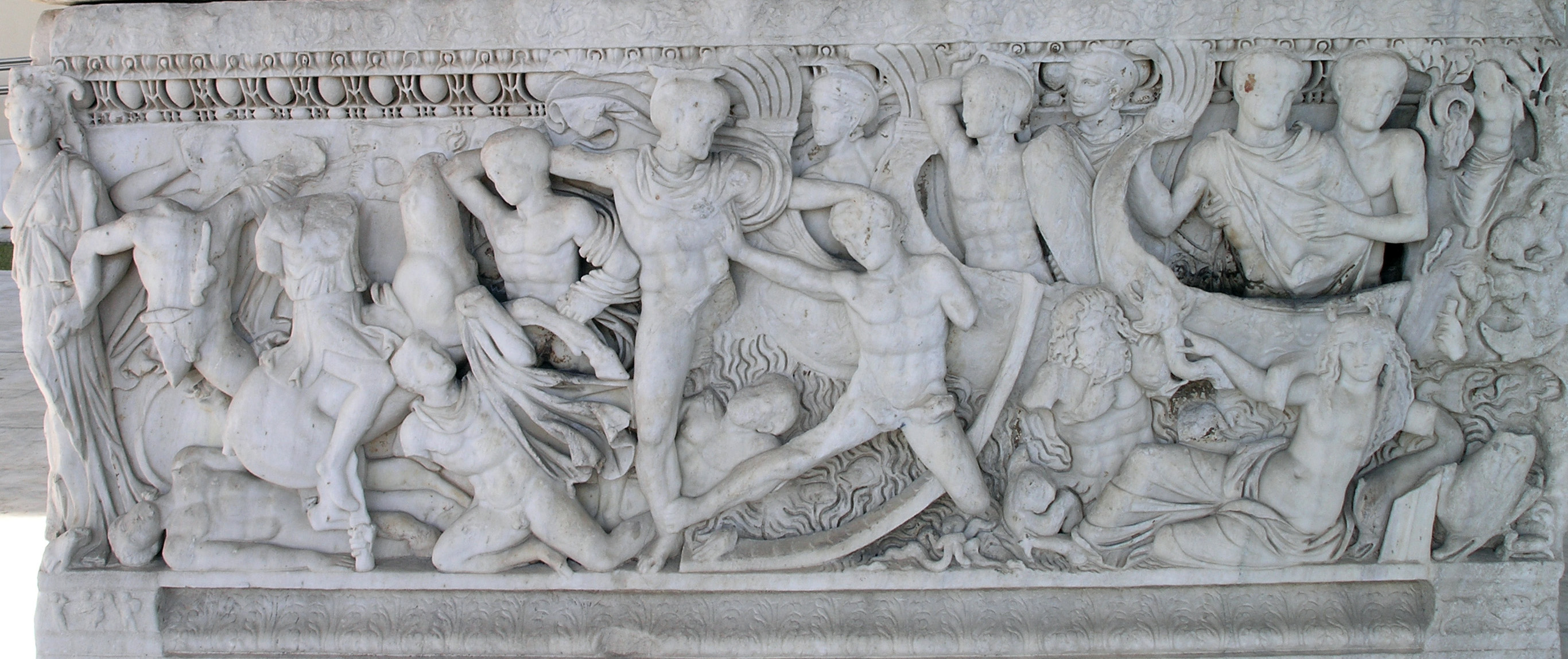

피라이크메스(그리스어: Πυραίχμης)는 그리스 신화에 등장하는 파이오니아의 장군이다. 그는 트로이 전쟁에서 트로이의 편으로 파이오니아인들을 이끌고 참전했다.
호메로스의 일리아스 제2권의 이른바 〈전함 카탈로그〉에서 피라이크메스는 아미돈에서 온 파이오니아인들의 지휘자로 언급되고 있지만 그렇게 비중있는 인물은 아니었고 오히려 파이오니아 출신의 아스테로파이오스가 더 많은 활약을 한다. 호메로스는 피라이크메스의 혈통에 대한 언급이 없는데 딕티스 크레텐시스는 그의 아버지자 악시우스(파이오니아에는 같은 이름의 강이 있음)라고 한다.
그는 트로이군이 그리스군의 함선까지 진격했을 때 프로테실라오스의 함선 고물옆에서 싸우던 중 아킬레우스의 무장을 입고 나타난 파트로클로스의 창에 오른쪽 어깨를 맞고 죽었다.
피크라이메스는 파트로클로스가 아킬레우스의 무장을 입고 죽인 첫 번째 트로이군이다.